# Мелидзана папуцакья
Мелидзана папуцакья или Мелидзанес папутсакья/папутсаки (греч. μελιντζάνα παπουτσάκι, тур. Patlıcan pabucaki, «баклажанные туфельки») — блюдо из баклажанов в греческой и турецкой кухне. 
Папутсаки/папуцакья — греческое слово, означающее «маленькие туфли». «Papuc» или «papuç» — персидское слово «pâpuš» (پاپوش), которое также используется в турецком языке и имеет значение «туфля» или «тапочка». 
Блюдо состоит из баклажанов, которые были сварены или запечены, а верхушки срезаны вдоль (именно поэтому они напоминают маленькие туфли или лодочки). Мякоть вынимается и смешивается с другими ингредиентами: с говяжьим фаршем, яйцами, зеленым перцем или болгарским перцем, зеленым луком, помидорами, лимоном и оливковым маслом. Сверху посыпают твердым соленым сыром, таким как кефалотири, михалич пейнири, моцарелла, фета или касери, и жарят на гриле или в духовке. 